# 竹谷佳孝
竹谷 佳孝（たけや よしたか、1980年1月27日 - ）は、山口県山口市出身のプロゴルファー。

## 略歴
1998年、宇部鴻城高等学校卒業。同校野球部では遊撃手として活躍するも2年時に腰痛を患い野球を断念した。同校卒業後、北九州市の九州ゴルフ専門学校に1期生として入学。2000年に同校を卒業し、専攻生コースに進学。2001年、同校練習生コースに進学。修了後、広島県東広島市の賀茂カントリークラブに所属し研修生として腕を磨く。
2003年、安芸オープンゴルフトーナメントにてスコア64のコースレコードで優勝。2006年、フィランスロピー中四国ゴルフトーナメントで優勝。同年8月、日本プロテストに合格。同年10月、日本プロゴルフ新人選手権大会に出場し、プロ初優勝。同年12月、日本プロスポーツ大賞で新人賞を受賞。
2014年6月22日、日本ゴルフツアー選手権において、李尚熹と同スコアでホールアウトしたが、李が11番ホールで2罰打が課せられ、竹谷のメジャー優勝が決定した。